# الدول المحايدة
الدول المحايدة أثناء الحرب العالمية الثانية.

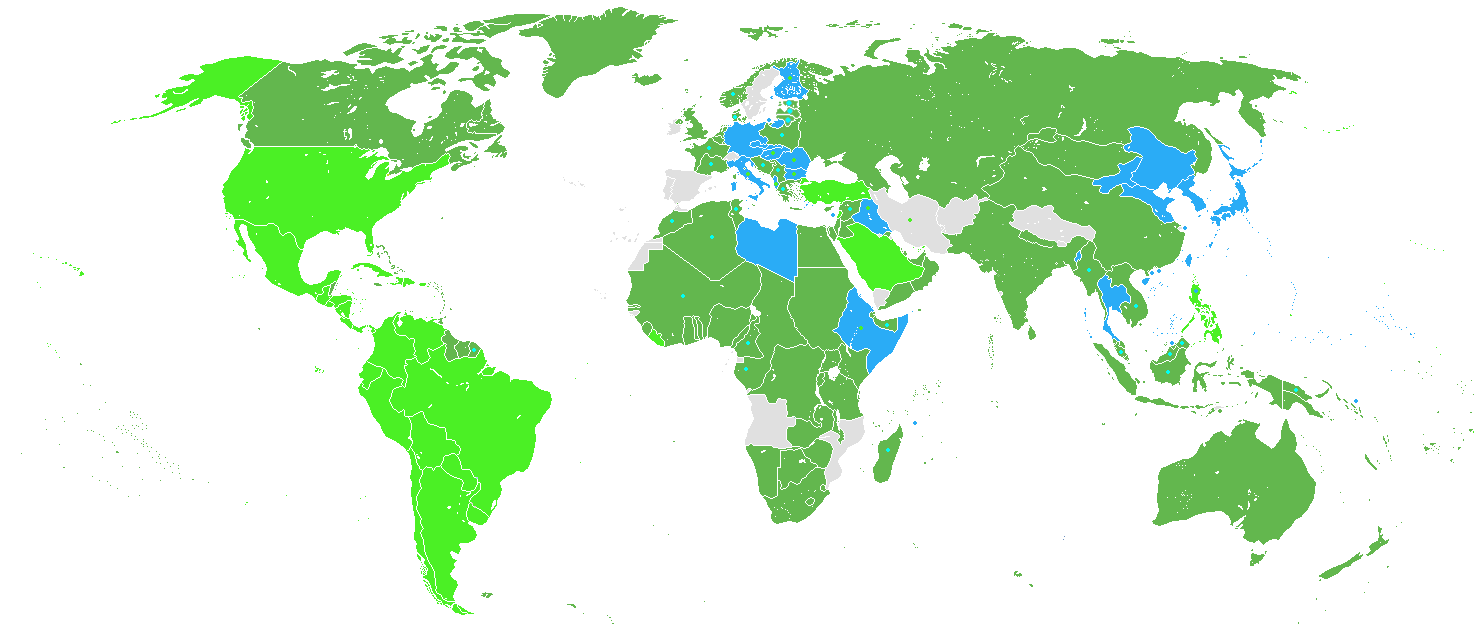
قوات الحلفاء
قوات الحلفاء بعد الهجوم على بيرل هاربر
دول المحور
الدول المحايدة

## قائمة الدول المحايدة
- أفغانستان
- أندورا
- جمهورية أيرلندا
- ليختنشتاين
- إسبانيا الفرانكوية
- سويسرا
- المملكة المتوكلية اليمنية
- الفاتيكان
- السويد
- البرتغال